# يوم غمر ذي كندة
يوم غمرة ذي كندة ويسمى كذلك يوم المسد وهو يوم من أيام العرب وكان بين كنانة وبني خناعة من هذيل في موضع يسمى غمرة ذي كندة قرب وادي نخلة شمال شرق مكة.

## خبره
أورد السكري نقلا عن المؤرخ إبراهيم بن عبد الله بن الحارث الجمحي خبر هذا اليوم فقال خبرا طويلا عنه ومختصره ان عويمر بن عامر بن سدوس من بني خناعة من هذيل قد حج في الجاهلية والتقى برجل من بني المصطلق من خزاعة يسمى أديرد فأعجب بسيف الخزاعي فادعى انه من سليم وان هذا السيف مسروق وانه لعويمر بن عامر بن سدوس أي انه له وانه قد راه معه فخدع الخزاعي واخذ سيفه. فبقي السيف مع عويمر ثلاث سنين او اربع. فخرجت كنانة الى نجد ومعهم اديرد الخزاعي فوجد عويمر في وادي نخلة الشامية فعلم انه من اخذ سيفة فطعنه طعنه لم تقتله. فغضبت بني كنانة من فعلة الخزاعي فأتى أبوة عامر بن سدوس الى الكنانيين فقال ما هذا العمل يا كنانة؟ فقالوا هذا فعل رجل من بني المصطلق ولم نرضى بذلك وسنعطيك دية ابنك ان مات. فاتفق معهم بأن يخرج معهم الى الغزو وطلب منهم ان ينتظروه حتى يعود الى مرابع خناعة فيأخذ سلاحه ويذهب معهم للغزو. فعاد الى ابناءه فقال اذا انستم هؤلاء القوم قد انحرفوا من نجد فإن يهلك صاحبكم فمروا رجلا فليبرز لي في جبل وليقل لا بأس به. وان سلِم فليقل هلك الرجل خذ الدية واجمعوا قومكم هذيل وسدوا المسد واقعدوا في العيرين. فذهبوا وغزا عامر بن سدوس مع كنانة اهل نجد وعند عودتهم الى مكة نادى عامر بن سدوس يا صاحب الجبل ما الذي حصل لعويمر بن عامر بن سدوس؟ فرد الرجل قد برأ - أي عادت صحته ولم يمت - فقال عامر الحمد لله هذا الذي كنا نبتغيه فأقسموا لي نصيبي من النهب. فقسموا له نصيبه ونفد القوم حتى وجدوا بني خناعة من هذيل قد سدوا المسد واتوا على كنانة بغتة فمالوا بالحجارة والنبال فقتلوا كل كنانة الا المخبر فقال شاعر خناعة من هذيل في هذا اليوم.